# 2020년 하계 올림픽 토고 선수단
2020년 하계 올림픽 토고 선수단은 2021년 일본 도쿄에서 열린 2020년 하계 올림픽에 참가한 올림픽 토고 선수단이다.
토고는 2020년 도쿄 하계 올림픽에 출전했다. 원래 2020년 7월 24일부터 8월 9일까지 열릴 예정이었던 올림픽은 코로나19 범유행으로 인해 2021년 7월 23일부터 8월 8일로 연기되었다. 1972년 건국 이후 토고 선수들은 아프리카와 미국 주도의 보이콧으로 인해 1976년 몬트리올 하계 올림픽과 1980년 모스크바 하계 올림픽을 제외한 모든 하계 올림픽에 참가했다.
토고는 4개 종목에서 4명의 선수와 함께 섰다. 토고 선수들은 메달을 획득하지 못하여 토고 메달 없이 3회 연속 올림픽을 기록했다. 토고는 이전에 하나의 메달(2008년 하계 올림픽에서의 벤자민 부크페티)만 획득했다.

## 출전 선수
| 종목 | 남자 | 여자 | 전체 |
| ---- | ---- | ---- | ---- |
| 육상 | 1    | 0    | 1    |
| 조정 | 0    | 1    | 1    |
| 수영 | 1    | 0    | 1    |
| 탁구 | 1    | 0    | 1    |
| 전체 | 3    | 1    | 4    |

## 같이 보기
- 올림픽 토고 선수단